# Gerber-Las Flores
Gerber-Las Flores és una població del Comtat de Tehama a l'estat de Califòrnia (Estats Units d'Amèrica).

## Demografia
Segons el cens dels Estats Units del 2000 tenia 1.389 habitants., 451 habitatges, i 339 famílies. La densitat de població era de 425,6 habitants/km².
Dels 451 habitatges en un 45% hi vivien nens de menys de 18 anys, en un 55,4% hi vivien parelles casades, en un 12,2% dones solteres, i en un 24,8% no eren unitats familiars. En el 19,7% dels habitatges hi vivien persones soles el 9,1% de les quals corresponia a persones de 65 anys o més que vivien soles. El nombre mitjà de persones vivint en cada habitatge era de 3,08 i el nombre mitjà de persones que vivien en cada família era de 3,55.
Per edats la població es repartia de la següent manera: un 35% tenia menys de 18 anys, un 9,1% entre 18 i 24, un 28% entre 25 i 44, un 16,6% de 45 a 60 i un 11,3% 65 anys o més.
L'edat mediana era de 30 anys. Per cada 100 dones de 18 o més anys hi havia 105,2 homes.
La renda mediana per habitatge era de 24.107 $ i la renda mediana per família de 29.464 $. Els homes tenien una renda mediana de 27.098 $ mentre que les dones 17.434 $. La renda per capita de la població era d'11.888 $. Entorn del 22,8% de les famílies i el 28,7% de la població estaven per davall del llindar de pobresa.

## Poblacions properes
El següent diagrama mostra les poblacions més properes.